# Skrajny Jastrzębi Karb
Skrajny Jastrzębi Karb (słow. Predná karbunkulová štrbina, niem. Vordere Rotseekerbe, węg. Elülső-Vöröstavi-rés) – przełęcz w środkowym fragmencie Jastrzębiej Grani w słowackiej części Tatr Wysokich. Oddziela ona od siebie dwa z trzech Jastrzębich Kopiniaków – Pośredniego Jastrzębiego Kopiniaka na zachodzie i Skrajnego Jastrzębiego Kopiniaka na wschodzie.
Stoki północne opadają z przełęczy do Doliny Jagnięcej, południowe – do Doliny Jastrzębiej. Do Doliny Jagnięcej zbiega ze Skrajnego Jastrzębiego Karbu długi żleb z progami. Ściany opadające z okolic siodła na stronę południową przecięte są dwoma zachodami – Pośrednią i Wyżnią Kopiniakową Drabiną.
Na Skrajny Jastrzębi Karb, podobnie jak na inne obiekty w Jastrzębiej Grani, nie prowadzą żadne znakowane szlaki turystyczne. Najdogodniejsze drogi dla taterników wiodą na siodło granią z sąsiednich obiektów, natomiast wejście od strony Doliny Jastrzębiej jest częściowo skrajnie trudne (VI w skali UIAA).
Pierwsze wejścia:
- letnie – P. Geruska, Gyula Gretzmacher, Alfréd Grósz i R. Krémusz, 23 lipca 1905 r., przy przejściu granią,
- zimowe – Jadwiga Honowska, Zofia Krókowska i Jan Alfred Szczepański, 5 kwietnia 1928 r., przy przejściu granią[2].

Czasami w literaturze pojawia się błędna polska nazwa siodła: Skrajna Szklana Szczerbina (Predná sklenená štrbina).